# Paris–Roubaix 1987

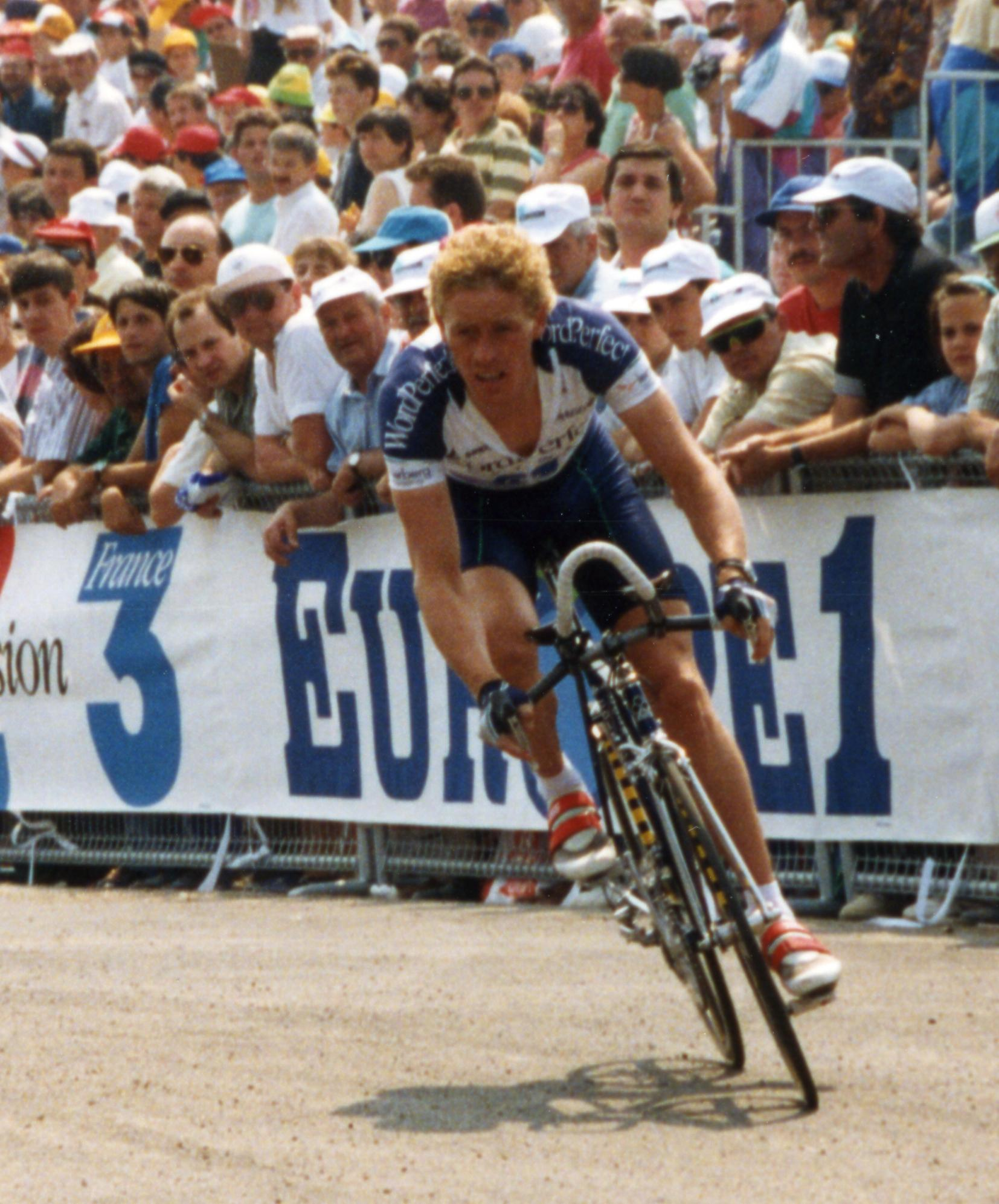
Eric Vanderaerden (1993)

Das Eintagesrennen Paris–Roubaix 1987 war die 85. Austragung des Radsportklassikers und fand am Sonntag, den 12. April 1987, statt.
Das Rennen führte von Compiègne, rund 80 Kilometer nördlich von Paris, nach Roubaix, wo es – anstatt im Vélodrome André-Pétrieux wie in den Jahrzehnten zuvor – in der Innenstadt endete. Die gesamte Strecke war 264 Kilometer lang. Es starteten 192 Fahrer, von denen sich 47 platzieren konnten. Der Sieger Eric Vanderaerden absolvierte das Rennen mit einer Durchschnittsgeschwindigkeit von 36,982 km/h.
Diese Austragung von Paris–Roubaix gilt als einer der strapaziösesten in der Geschichte des Rennens. Es war nass, die Straßen matschig und rutschig. Sean Kelly stürzte 25 Kilometer vor dem Ziel, wo auch die meisten Favoriten Zeit verloren. An diesem Punkt attackierte Eric Vanderaerden und hatte schnell einen Vorsprung. Er löste sich vom Peloton und holte drei Ausreißer – Rudy Dhaenens, Patrick Versluys und Jean-Philippe Vandenbrande – ein, die schon länger vorneweg gefahren war. Die vier Fahrer bestritten gemeinsam den Sprint, den Vanderaerden ohne Probleme für sich entschied.